# THE OUTLETS SHONAN HIRATSUKA
THE OUTLETS SHONAN HIRATSUKA (ジ アウトレット ショウナン ヒラツカ) は、神奈川県平塚市に所在し、イオンモールが運営・管理するアウトレットモールである。

## 概要

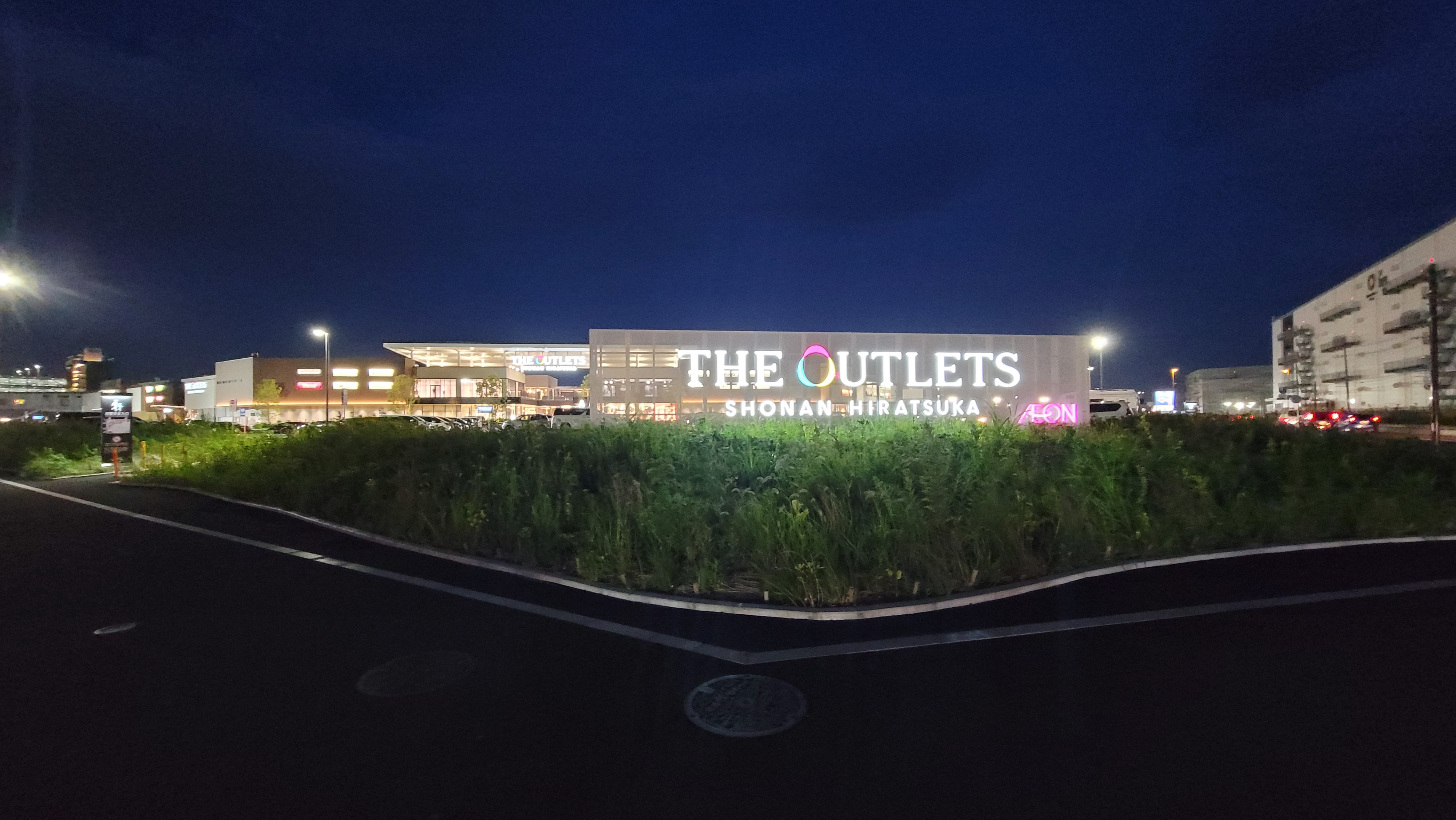
夜間の様子

THE OUTLETSとしては広島、北九州に次ぐ3店舗目で、関東初出店の施設である。寒川町倉見地区と相模川を挟んだ対岸の平塚市大神地区からなる、双子（ツイン）の新たなまちづくり「ツインシティ計画」のうち、平塚市側のツインシティ大神地区土地区画整理事業地内に建設され、当初は「（仮称）イオンモール平塚」として2018年（平成30年）のオープンが計画されていた。
神奈川県を南北に結ぶ国道129号に接道し、首都圏中央連絡自動車道（圏央道）や東名高速道路、新東名高速道路、小田原厚木道路のインターチェンジからのアクセスに優れ、広域からの集客が見込める交通の要衝に位置している。施設北側では神奈川県道410号湘南台大神伊勢原線に接し、将来的には相模川に「（仮称）ツインシティ橋」を架設して寒川町倉見方面と結ばれる計画で、寒川北ICからのアクセス向上が期待されている。
イオンモールは「THE OUTLETS」の業態を単なる本格的アウトレットモールではなく「エンターテイメント」や「地域との出会い」を絡めた「地域創生型商業施設」と位置づけており、全国初出店の11店舗をはじめ、約150店のアウトレットショップを中心としたテナントの他、平塚市にホームタウンを置くJリーグクラブ「湘南ベルマーレ」のスポーツ施設（フットサルコート、クラブハウスほか）などを併設した複合施設となっている。

## アクセス
車の場合
- 新東名高速道路 厚木南ICから約3分。
- 東名高速道路 厚木ICから約6分。

公共交通機関（電車・バス）の場合
- 本厚木駅南口13番乗り場から神奈中バス「ツインシティ大神行」に乗車し約25分。
- 平塚駅北口6番乗り場から神奈中バス「ツインシティ大神行」に乗車し約30分。